# Григор Харизанов
Григор Петров Харизанов е български политик, кмет на град Несебър, България.

## Биография
Роден е на 19 март 1939 година в град Несебър, България. Принадлежи към голям български род, бежанци от Енидже Вардар. Завършва основното си образование в училище „Любен Каравелов“ в Несебър, а средно – в Минния техникум в Бургас. В 1958 година завършва електроснабдяване на промишлени предприятия в Мешинно-електротехническия институт в София и работи в Държавно стопанско предприятие „Балкантурист“ – курортен комплекс „Слънчев бряг“ от самото му създаване – като електротехник, а след това като електроинженер и директор на дирекция „Капитално строителство, модернизация и поддръжка“.
На 5 юни 1976 година става председател на Изпълнителния комитет на Общинския народен съвет – Несебър (кмет). В 1977 година отново е назначен за директор на „Балкантурист – Слънчев бряг“. От 1979 до 1981 година е в Общинския народен съвет – Несебър, като заместник-председател по строителството.